# Achille Bernardi
Achille Bernardi (Bra, 12 maggio 1823 – ...) è stato un politico italiano.

## Biografia
Avvocato di professione, venne eletto nella VII legislatura del Regno di Sardegna e nella X e XI del Regno d'Italia.